# 10フィート運動
10フィート運動（テンフィートうんどう）は、日本で1980年（昭和55年）から開始された草の根運動の一つ。第二次世界大戦（太平洋戦争）での広島市・長崎市への原子爆弾投下直後に、アメリカの米国戦略爆撃調査団が両市で原爆記録フィルムを撮影したことから、このフィルムを日本が買い戻して記録映画を製作し、反核と反戦の世論作りに役立てるための運動である。フィルムは全部で8万5千フィートあり、アメリカ国立公文書記録管理局などに保管されているこのフィルムを、市民1人1人からの3000円ずつの募金により10フィートずつ買い取ることが名称の由来である。「10フィート映画運動」ともいう。
広島大学平和研究センターの当時の研究員であった永井秀明、後にこの運動の事務局長となる岩倉務らを中心として展開され、1982年（昭和57年）に第1作『にんげんをかえせ』、次いで第2作『予言』が完成。同1982年に行われた欧米ツアーで、ヨーロッパとアメリカ各地の8か国14都市で公開され、原爆犠牲者の無念さと核兵器の廃絶を観客たちに訴えた。フィルムに収められていた被爆者の1人である沼田鈴子が同行し、自ら壇上で反戦と反核を訴えたこともあり、各地で大きな反響を呼んだ（沼田鈴子#10フィート運動も参照）。その後も第3作『歴史 核狂乱の時代』が完成し、日本国内、国外で上映され続けた。『にんげんをかえせ』はアメリカン・フィルムフェスティバル1984年度ブルーリボン賞受賞、『予言』は同フェスティバル1983年度レッドリボン賞受賞。また運動自体も1980年度・日本ジャーナリスト会議特別賞を受賞した。